# الخطوط البريطانية عبر البحار الرحلة 777
رحلة الطائرة رقم 777 التابعة لشركة طيران الخطوط البريطانية عبر البحار (BOAC) كانت برحلة في تاريخ 1 يونيو 1943 من مطار بورتيلا بلشبونة البرتغال إلى بريستول المملكة المتحدة، نوع الطائرة هو دي سي 3، كانت قد تعرضت لهجوم من ثمان طائرات مقاتلة التابعة للطيران النازي من نوع جنكير (Junkers Ju 88) مما أدى لسقوطها في خليج بسكاي، مما أدى لمقتل الركاب جميعا، وكان من بينهم الممثل البريطاني المشهور ليزلي هاوارد الذي مثل بفلم ذهب مع الريح.
وقد سرت إشاعة بأن الهجوم على الطائرة كان بسبب اعتقاد الألمان بانها تحمل ونستون تشرشل رئيس الوزراء البريطاني على متنها. نظريات أخرى تقول سبب الهجوم على الطائرة لوجود بعض الركاب ومن ضمنهم الممثل هاوارد كانوا جواسيس بريطانيين. فخلال الحرب العالمية الثانية كانت جميع الطائرات المدنية البريطانية والألمانية القادمة والخارجة من مطار بورتيلا والطائرات الموجودة به، تتعرض للمراقبة من جواسيس الحلفاء والمحور. وقد كان خط (ويت جيرج - لشبونة) يحمل بشكل متردد العملاء وأسرى الحرب الفارين إلى بريطانيا. لم يتعرض أحد لطائرات هذا الخط عند بداية الحرب وقد احترم كلا من الحلفاء والمحور حيادية البرتغال، ولكن بدأت سخونة الحرب الجوية تصل لشواطئ هذا الخليج منذ عام 1942، وقد نجت تلك الطائرة مرتين من هجوم نازي سابق في نوفمبر 1942 وأبريل 1943.

## خلفية تاريخية

### رحلات الخطوط البريطانية عبر البحار

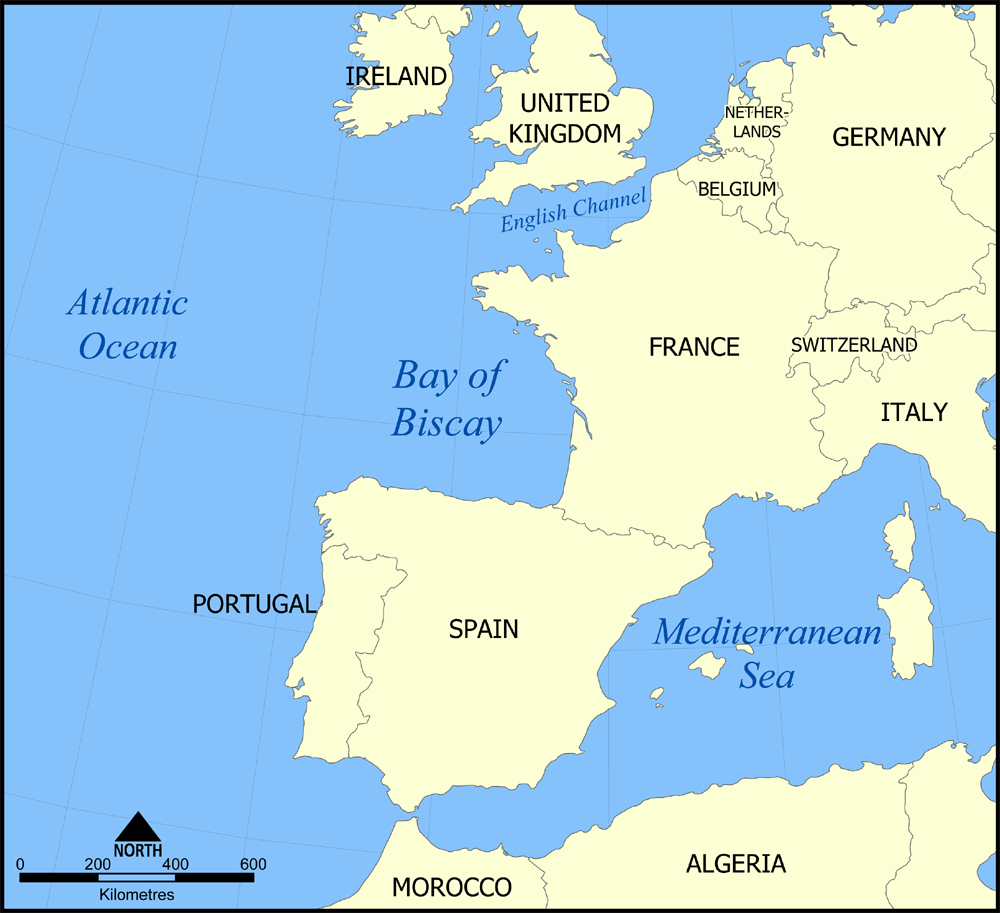
موقع خليج بسكاي الذي سقطت به الطائرة

عندما اندلعت الحرب في أوروبا منعت وزارة الجو البريطانية جميع الرحلات الداخلية والخاصة فيما عدا تلك التي عن طريق الخطوط البريطانية عبر البحار (BOAC) تم نقل الرحلات الداخلية من لندن إلى مهبط الطائرات في ويتجيرج بالقرب من بريستول، وخلال الحرب كانت تلك الشركة تطير بشكل روتيني من بريطانيا إلى أمريكا الشمالية والبرتغال. والزمت الطائرات بأن يكون الارتفاع ما بين 1000 إلى 3000 قدم (300 إلى 910 متر) وتطير خلال النهار ليسهل التعرف عليها. وقلصت الحكومة البريطانية من الرحلات الدبلوماسية والمهمات العسكرية والمهمة وأي شخص آخر مفوض من الحكومة.

### طائرات وطياري الخطوط الهولندية
عندما غزا الألمان هولندا، قام الطيارون بشركة الخطوط الهولندية بنقل طائراتهم إلى إنجلترا. مما حدا للحكومة البريطانية بنقل تلك الطائرات مع طواقمها إلى ويتجيرج مع الشركة البريطانية، حيث كانوا يطيرون ذهابا وإيابا أربعة مرات بالإسبوع إلى مطار بورتيلا بلشبونة وقد قامت تلك الرحلات منذ سبتمبر 1940 وحتى يونيو 1943 بنقل 4,000 راكب.
كانت جميع الطائرات المدنية البريطانية والألمانية اللائي يستخدمن مطار بورتيلا واللائي يعبرن خلاله قد خضعن للرقابة من طرف الجواسيس الحلفاء والمحور كالبريطانيين والألمان والسوفييت والأمريكان. وخصوصا خط لشبونة-ويتجيرج والذي كان يحمل وبشكل متكرر العملاء وسجناء الحرب الفارين إلى بريطانيا. وقد كان الجواسيس الألمان يقفون عند نهاية المحطة لتسجيل من يدخل طائرة تلك الرحلة، وقد وصف ذلك أحد موظفي (BOAC) الذين خدموا في لشبونة ما بين 43-1944 بأنها أشبه بالدار البيضاء ولكن بأضعاف مضاعفة.

### الهجوم على طائرة البريطانية عبر البحار
لم يتعرض أحد لطائرات هذا الخط عند بداية الحرب وقد احترم كلا من الحلفاء والمحور الدول المحايدة كالبرتغال والسويد وسويسرا وامتنعوا عن الهجوم على الرحلات الداخلة والخارجة منها، لكن أوار الحرب بدأ يصل إلى خليج بسكاي الواقع شمال إسبانيا وغربي الشاطئ الفرنسي بدءا من عام 1942.
فتح الألمان مقرا لقيادة الأطلسي في قاعدة قريبة من مدينة بوردو عام 1943 لتسهيل الهجوم على سفن الحلفاء. فازدادت حدة المعارك الجوية ما بين سلاح الجو الملكي والقوات الجوية الألمانية في تلك المنطقة، مما سبب بنوع من الخطورة على طائرات (BOAC) التي تستخدم خط لشبونة-ويتجيرج.
بتاريخ 15 نوفمبر 1942 تضررت طائرة الرحلة 777 التابعة لBOAC عندما تعرضت لمحاولة إسقاطها من قبل طائرات ألمانية ما بين لشبونة وويتجيرج ولكن لم يصب أحد من الركاب واستطاعت الهبوط بالأراضي الإنجليزية.
وبتاريخ 19 أبريل 1943، تعرضت تلك الطائرة مرة أخرى لهجوم من 6 طائرات ألمانية ولكن الطيار استطاع التملص من المهاجمين وذلك بإسقاط الطائرة حتى 50 قدم فوق مياه المحيط ومن ثم الصعود بشكل حاد ليدخل الغيم. بالرغم من عمليات التحرش إلا أن شركة BOAC استمرت بالطيران على خط لشبونة-ويتجيرج.

## تفاصيل الرحلة

### الطائرة وطاقمها

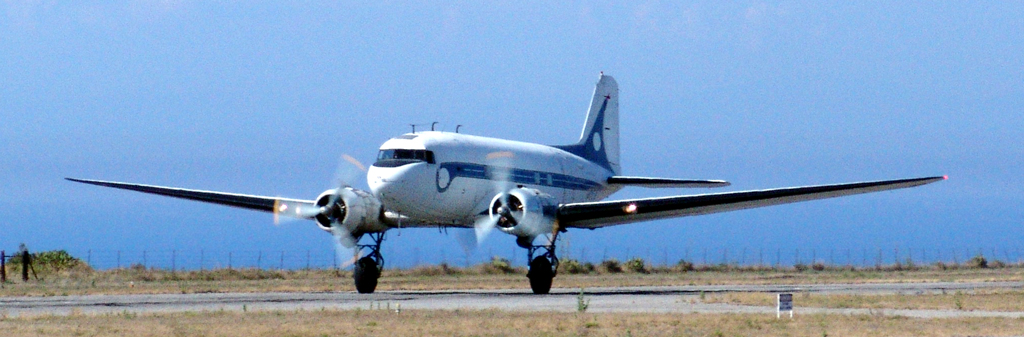
نوع مطور من طائرة DC-3

استلمت الخطوط الهولندية طائرة دي سي 3 بتاريخ 21 سبتمبر 1936 وحملت رقم التسجيل PH-ALI وسميت باسم Ibis أو أبو منجل بالعربي. بالعاشر من مايو 1940 فرت الطائرة إلى إنجلترا بعد احتلال الألمان لهولندا وفي 25 يوليو 1940 تغير رقم التسجيل إلى G-AGBB، وموهت بالكامل. وقد تعرضت لأضرار مادية نتيجة الهجومين السابقين عليها كما أسلفنا فوق. طاقم الطائرة كانوا أربعة أشخاص جميعهم هولنديين، وهم الطيار ومساعده ورجل الاتصالات والمهندس الجوي.

### لائحة الركاب

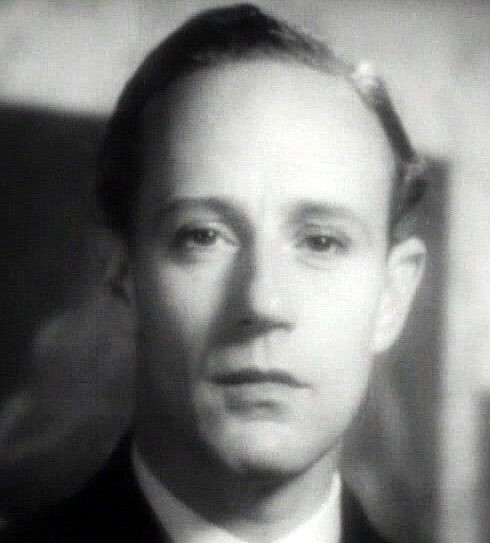
الممثل المشهور ليزلي هاوارد كانت عليه أكثر من علامة استفهام من بين ركاب تلك الرحلة

ضمت لائحة الركاب على الممثل ليزلي هاوارد وصديقه مع المحاسب، مراسل رويترز وزوجته، أحد مدراء شركة بي بي-شل فرع لشبونة، ويلفريد إسرائيل: الناشط اليهودي البارز الذي يعمل في مجال إنقاذ اليهود من القتل. وغيرهم.
امتلئت رحلة 777 بالركاب وهناك الكثير ممن لم يحصلوا على مقاعد فعادوا ادراجهم، منهم قائد سرب طائرات بريطاني والي لاشبروك الذي اسقطت طائرته فوق بلجيكا في أبريل 1943 ولكنه استطاع النجاة من الاعتقال والهروب إلى البرتغال. وقد تم إنزال ثلاث من الركاب قبل المغادرة. وتعرض ابن الدبلوماسي البريطاني مع المربية لحادث مما أفسح المجال لهاوارد وصديقه لأخذ كرسيهما والمغادرة بالطائرة، وهناك قس كاثوليكي نزل من الطائرة قبل الإقلاع.

### الجواسيس المحتملين بالطائرة
هناك اعتقاد بوجود جواسيس للحكومة البريطانية من بين الركاب وهم:

#### ليزلي هاوارد
الممثل الأكثر شبهة بذلك هو ليزلي هاوارد، وقد كان على قمة الشهرة العالمية بعد فيلمه السينمائي ذهب مع الريح عام 1939. وبعيدا عن الجانب الفني فإن هاوارد قد أعطيت له جائزة من الحكومة البريطانية لدعايته ضد النازية، وإنتاجه عدد من الأفلام لدعم المجهود الحربي. وخلال أسابيع قبل الحادث كان في جولة بين إسبانيا والبرتغال وبدعوة من المجلس الثقافي البريطاني. وقد تلقى التشجيع من وزير الخارجية البريطاني أنطوني إيدن. وبحسب الأرشيف الوطني كان هناك مراسلات ما بين أيدن وهاوارد تتعلق برحلته في إسبانيا. وقد تم تجهيز الطعام لهاوارد في مطار ويت جيرج عند وصوله ولكن أوامر وصلت للمسئول في ال (KLM) لوقف تلك التجهيزات وذلك لورود أخبار بأن الطائرة قد اسقطت بالتو فوق خليج بسكاي من قبل المقاتلات الألمانية. وقد أثارت تلك الشبهات بأن رحلة هاوارد كانت مجرد غطاء لعملية تجسس.

#### ويلفريد إسرائيل
وهو عضو لعائلة يهودية ألمانية مهمة وإن كان هو من مواليد بريطانيا، فهو داعم للصهيونية وذو علاقات متواصلة مع الحكومة البريطانية. في 26 مارس 1943، سافر إلى البرتغال وقضى شهرين للبحث عن أوضاع اليهود في إسبانيا والبرتغال. وقد وجد حوالي 1,500 لاجئ يهودي بحاجة إلى السفر إلى فلسطين. وقبل تركه المكان كان قد جهز اقتراح إلى الحكومة البريطانية لمساعدة اللاجئين اليهود في إسبانيا. وقد كان هناك آخرين مشتبه بهم بأنهم جواسيس لبريطانيا غير هاوارد وإسرائيل.

## الهجوم

### 7:35–10:54 الإقلاع والسفر
بتاريخ 1 يونيو 1943 أسندت رحلة الخطوط الجوية البريطانية عبر البحار إلى الطائرة المسماة (Ibis) ورقمها 777-A. بدأت الرحلة الساعة 7:35 توقيت جرينيتش من مطار بورتيلا في لشبونة. وقد استلم مطار ويتجيرج رسالة عن موعد الإقلاع واستمرت الاتصالات اللاسلكية حتى الساعة 10:54 جرينتش. بذلك الوقت كانت الطائرة حوالي 200-ميل (320 كـم) شمال الساحل الإسباني، وقد استلم مطار ويتجيرج رسالة تخبرهم بأن الطائرة تحت المطاردة وقد تم إطلاق النار عليها في النقطة 46.54 شمال-09.37 غرب. وبعدها بقليل سقطت الطائرة بالماء وغرقت في خليج بيسكاي.

### الهجوم: رواية مجلةالتايم
روت مجلة التايم قصة مقتضبة عن الحادث بإصدار 14 يونيو 1943، وأعطت معلومات قيمة من النص الذي يفصل المحادثة الأخيرة من الطيار الهولندي: "هناك طائرة تتبعني، وأنا بأقصى سرعتي... لقد تعرضنا لإطلاق نار. طلقات مدفع رشاش يخترق جسم الطائرة. الطائرة تتأرجح وانا أعمل أفضل ماعندي."

### الهجوم: رواية الطيار الألماني

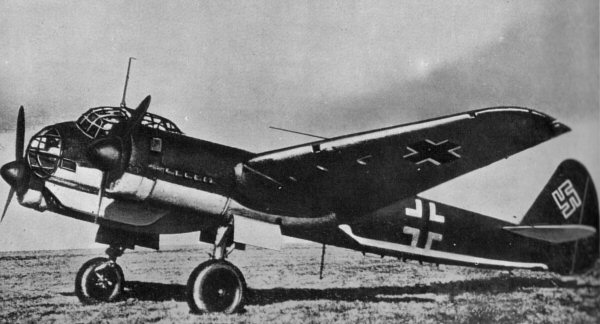
طائرة جنكير التي هاجمت الطائرة المدنية وكان عددها 8 طائرات

أحد أشهر الروايات عن الهجوم ظهرت بكتاب «خليج بسكاي الدموي Bloody Biscay: The History of V Gruppe/Kampfgeschwader 40» للكاتب كريستوفر جوس. حيث يروي الكتاب بأن الطائرة لم تسقط عن عمد وإنما تم إسقاطها بعدما ظنوا أنهم يهاجمون طائرة للعدو. فالرواية جمعت ما بين تحليل المؤلف للحدث، والمقابلات التي أجريت بعد نهاية الحرب بفترة طويلة مع بعض الطيارين الألمان الي اشتركوا بالهجوم.
وفقا للرواية، فإن ثمان طائرات نوع جنكير Junkers Ju 88 من سرب الطيران 14/KG 40 أقلعوا من بوردو الساعة 10:00 بالتوقيت المحلي للبحث عن غواصتين ألمانيتين وحمايتهما وتعتبر تلك الطائرات مقاتلات ذات مدى طويل وتسمى بGruppe V Kampfgeschwader 40. وإدعى الطيارون بأنهم لم يكونوا مهتمين بوجود طائرات رحلة لشبونة-ويتجيرج. كان البحث عن تلك الغواصات خلال الطقس الرديء قد ألغي واستمرت تلك الطائرات بالبحث الروتيني بالأجواء. بالساعة 12:45 ظهرت طائرة رحلة رقم 777 على الرادار الألماني من جهة الشمال مما عرضها للهجوم بعدها بخمس دقائق من قبل المقاتلات الألمانية. أحد الطيارين واسمه هينز "Hintze" كرر ماقاله: ظهرت طائرة على الرادار ما بين 2,000-3,000 متر (6,600-9,800 قدم) ولم يكن عليها أي علامات، ولكن من شكلها وهيكل الطائرة تأكد لدينا بأنها تابعة للعدو، فصدرت الأوامر للهجوم. الطائرة تعرضت للهجوم من فوق وتحتها وجهة اليسار فاحترق جناح تلك الطائرة. بتلك اللحظة تبين لهينز أنها طائرة مدنية فأمر بوقف الهجوم ولكن الطائرة تضررت وبشكل خطير. وقد خرج من الطائرة ثلاث مظلات ولكنها لم تفتح بالمرة، واصطدمت بالماء وغرقت ولم يظهر أي أثر لأحياء فيها.
وقال هينز بأن جميع الطيارين الذين اشتركوا بالحادثة قد عبروا عن عميق أسفهم وندمهم لضربهم طائرة مدنية وقد أثار غضبهم بأن رؤسائهم لم يبلغوهم بأن هناك رحلة مقررة في تلك الساعة ما بين لشبونة وبريطانيا. وقال المؤلف بأن السجلات الرسمية الألمانية ذكرت بأن السرب 14/KG 40 كان في عملية اعتيادية وأن أحداث ذلك اليوم حصلت بسبب عدم العثور على الغواصة، واستخلص قائلا " بأنه لايوجد مايثبت بأن الطيارون الألمان كانوا يتعمدون إطلاق النار على الطائرة المدنية دي سي-3. رواية الطيارين الألمان واستنتاجات جوس قد لقي بعض المعارضة من بعض الهيئات.
في اليوم التالي، عادت الطائرات الألمانية إلى المكان الذي تم إسقاط طائرة الرحلة 777 فاشتبكوا مع طائرة مائية أسترالية من نوع Short Sunderland كانت برحلة بحث عن الناجين من الحادث. وقد تعرضت الطائرة الأسترالية لعدة أضرار ولكنها استطاعت أن تصيب 6 من الطائرات الألمانية الثمان المهاجمة.

## الأراء عن الهجوم
كانت هناك عدة نظريات عن أسباب الهجوم على تلك الطائرة. وجميعها تناقض إدعاءات الطيارين الألمان بأنه لايوجد أوامر بضربها، قد يكون السبب بأنها ظهرت قبل تسجيل شهادة الطيارين الألمان بالتسعينات من القرن الماضي، أو قد يكون السبب أن المؤلفين لا يصدقون تلك الروايات.

### محاولة اغتيال تشرشل
من أشهر تلك النظريات التي أحاطت بإسقاط طائرة رحلة 777 هو أعتقاد الاستخبارات الألمانية بأن ونستون تشرشل كان بالطائرة. تلك النظرية ظهرت بالصحافة بعد أيام من الحادث وقد أكدها تشرشل بنفسه. ففي أواخر مايو من نفس العام سافر ونستون تشرشل مع وزير خارجيته أنطوني إيدن إلى شمال أفريقيا لمقابلة الجنرال الأمريكي ايزنهاور.
كانت الحكومة الألمانية متعطشة لاغتيال تشرشل في طريق عودته إلى الوطن وقد تمت مراقبة الرحلات الداخلة والخارجة من المنطقة في حالة محاولة رئيس الوزراء التسلل بالعودة إلى الوطن من خلال طائرة مدنية. وقد تمت نفس المحاولة من قبل تشرشل عندما عاد إلى بريطانيا من برمودا في يناير عام 1942 عن طريق طائرة رحلة مدنية. وقد انتشرت شائعات منذ أوائل مايو تقول بأن تشرشل قد يعود عن طريق لشبونة. وتكهن البعض بأن تلك الشائعات ربما زرعتها الاستخبارات السرية لأجل تغطية خط سير رحلة تشرشل.
وفقا لنظرية اغتيال تشرشل، تتبع العملاء الألمان جميع ركاب رحلة 777 بأيهم يحمل صفات تشرشل كرجل بدين يدخن سيجار، ولا يعرف من هو الذي ظنوه خطأ بأنه رجلهم المطلوب. ولكن تم التعرف على ذلك الرجل وهو المحاسب لهاوارد واسمه ألفريد شينهول وهو رفيق سفره البدين. بالإضافة إلى أن البعض ربما اعتقد بالخطأ أيضا بأن هاوارد الطويل والنحيف قد يكون والتر تومسون الحارس الشخصي لتشرشل وله نفس الهيئة. وقد تكون تلك النظرية عدلت بحيث أن شينهول وظف بواسطة الإنجليز كنسخة مزدوجة لتشرشل مع هاوارد وهو نسخة الحارس حيث استقلا تلك الرحلة وهما يعلمان بأنهما قد لايصلان أحياء. وهناك نسخة بديلة لتلك النظرية وهي أن الإنجليز كانوا يعلمون بالرسائل الألمانية المشفرة من خلال رموز كسر السرية لديهم (Ultra). ولكنهم فشلوا بتنبيه طائرة تلك الرحلة خوفا من اكتشاف أمرهم. الكاتب أيان كولفن مؤلف (كتاب رحلة 777) Flight 777 إصدار عام 1957 وكتاب (البحث عن والدي) إصدار عام 1981 وألفه ابن ليزلي هاوارد (رونالد هاوارد)، أعطوا المصداقية لفكرة سبب إسقاط طائرة رحلة 777 هو اعتقاد الألمان بأن تشرشل كان بالطائرة.
بدأ تشرشل كأنه موافق على تلك النظرية في مذكراته، وكان شديد التحامل على ضعف الاستخبارات الألمانية التي أدت إلى هذه الكارثة. وقد كتب قائلا: «وحشية النازيين لم يكن يضاهيها من شيء سوى حماقة هؤلاء الجواسيس. إنه من الصعوبة فهم كيف يمكن التخيل مع كل تلك الوسائل التي بيدي أن احجز كراكب بطائرة غير مسلحة وليس لها حماية من لشبونة وأعود نهارا إلى بريطانيا». فقد أقلع تشرشل إلى بريطانيا عن طريق جبل طارق وذلك مساء يوم 4 يونيو 1943 ووصل لندن صباح اليوم التالي.

### اغتيال ليزلي هاوارد رمز الدعاية الإعلامية
نظرية أن ليزلي هاوارد كان هو المستهدف بتلك العملية حسب نشاطاته الدعائية المضادة للنازية كانت مدعومة من الصحفي وأستاذ القانون الدكتور دونالد ولكر. فهو يقول بأن جوزيف غوبلز قد دبر مكيدة إسقاط الطائرة بسبب غضبه من حملة هاوارد الدعائية التي جعلته من ألد الأعداء. مسألة أن هاوارد كان يهوديا قد تحسن تلك النظرية بعض الشيء، بالواقع أن الآلة الإعلامية الألمانية قد تباهت بمقتل هاوارد وكان عنوان الصحف هو (الهجوم) بأن هاوارد قد قضي في آخر رحلة له. في إشارة لفيلمه الأخير حيث قام هاوارد بدور بروفسور وينقذ ضحايا النازية.

## تأثير الحادثة
تصدر حادثة إسقاط طائرة رحلة 777 عناوين الصحف في أنحاء العالم، وقد أثار موجة من الحزن العام خاصة خسارة ليزلي هاوارد والذي اعتبر بطلا. فالحكومة البريطانية اعتبرت ان إسقاط تلك الطائرة جريمة حرب. وقد جذبت تلك الحادثة اهتمام الناس عن غيرها من الأحداث التي وقعت.
أصدر الكاتب الصحفي ايان كولفين في عام 1957 كتابا عن تلك الحادثة أسماه «معضلة ليزلي هاوارد»، وفي عام 1984 أصدر ابن هاوارد واسمه رونالد هاوارد كتاب عن السيرة الذاتية لأبيه، مضيفا بها مقولات مقتل أبيه. وفي عام 2003 بالذكرى ال60 لوقوع تلك الحادثة أصدرت محطتين تلفزيونية عن هذا الحادث. البي بي سي أصدرت سلسلة وثائقية عن الحادث واسمها Inside Out. وأيضا قناة التاريخ (History Channel) التي اً ظهرت برنامج وثائقي اسمه (الاختفاء! ليزلي هاوارد هل هو نجم سينمائي أو جاسوس؟

## كتب عن الحادث
- Ian Colvin (1957) "Flight 777: The Mystery of Leslie Howard." Evans Brothers Limited|Evans Brothers. ASIN B000L6HXQM
- Ronald Howard. In Search of My Father: A Portrait of Leslie Howard. St. Martin's Press. ISBN 0-312-41161-8
- (July 1991) "Leslie Howard death on KLM Flt 777 1943." FlyPast. Issue #120.
- Donald E. Wilkes, Jr., The Assassination of Ashley Wilkes 1995.

## وصلات خارجية
- Inside out documentary on BOAC Flight 777
- The History Channel – VANISHINGS: Leslie Howard – Movie Star Or Spy?